# Văn Thành Cao
Văn Thành Cao (1924 - 2022) nguyên là một tướng lĩnh của Quân lực Việt Nam Cộng hòa, cấp bậc Thiếu tướng. Ông xuất thân là một Sĩ quan của quân đội Cao Đài, về sau hợp tác với Chính phủ Ngô Đình Diệm, từng giữ chức vụ Tổng cục phó Tổng cục Chiến tranh Chính trị thời Đệ Nhị Cộng hòa cho đến ngày chế độ Việt Nam Cộng hòa sụp đổ vào ngày cuối cùng của tháng 4 năm 1975.

## Thân thế và sự nghiệp
Ông sinh vào ngày 12 tháng 11 năm 1924 trong một gia đình điền chủ tại Vĩnh Thạnh, Gò Công, Nam Kỳ thuộc Pháp. Khoảng năm 1939-1940, ông được cho là đã được Quân đội Pháp huấn luyện và đào tạo trở thành sĩ quan tại trường Nội ứng Nghĩa đinh (Nội ứng Nghĩa quân) ở Cái Vồn thuộc tỉnh Cần Thơ. Cùng học với ông ở đây có một tín đồ Cao Đài trẻ là Trình Minh Thế.
Sau cuộc trấn áp đạo Cao Đài của người Pháp, người Nhật đã can thiệp cho mở lại Tòa thánh Tây Ninh, đổi lại việc Giáo sư Thượng Vinh Thanh (Trần Quang Vinh), người tạm thời thay mặt Hộ pháp Phạm Công Tắc lãnh đạo các tín đồ Cao Đài Tòa thánh Tây Ninh, tập hợp các tín đồ hợp tác với Quân đội Nhật. Khá đông tín đồ Cao Đài được tuyển làm nhân công của xưởng đóng tàu Nichinan của Quân đội Nhật tại Nam kỳ. Một Lực lượng bán Vũ trang Cao Đài được ra đời với tên gọi Nội ứng Nghĩa binh, dưới danh nghĩa được Hoàng thân Cường Để chỉ thị thành lập để liên minh với Nhật Bản. Ông cùng với Trình Minh Thế cùng gia nhập lực lượng này với cấp bậc Vệ úy. Ngày 9 tháng 3 năm 1945, Lực lượng bán Vũ trang Cao Đài Tòa thánh Tây Ninh mặc đồng phục trắng, đội mũ bê-rê, vũ trang bằng gậy tre vọt nhọn tham gia hỗ trợ Nhật đảo chính Pháp tại Sài Gòn. Tuy nhiên, người Nhật thất trận và phải đầu hàng, chấm dứt Thế chiến thứ 2. Khi Pháp tái chiếm Nam kỳ, các nhóm Lực lượng Vũ trang Cao Đài Tòa thánh Tây Ninh tham chiến tại các mặt trận số 1 và số 2, chiến đấu ở mặt Đông và Bắc Sài Gòn. Tuy nhiên, trước sức mạnh của quân Pháp, các mặt trận nhanh chóng tan vỡ. Nhiều đơn vị vũ trang tan rã, hoặc trở thành những Lực lượng Quân phiệt cát cứ, không chịu sự chỉ huy thống nhất. Một số chức sắc cao cấp và chỉ huy quân sự Cao Đài đã đưa lực lượng của mình tự rút về Tây Ninh và tự xây dựng các căn cứ để bảo vệ Tòa thánh Tây Ninh.

### Hoạt động trong Lực lượng Quân sự Cao Đài
Khoảng tháng 11 năm 1946, các chỉ huy quân sự Cao Đài Tòa thánh Tây Ninh bắt tay hòa hoãn với Pháp, cùng nhau tiêu diệt Việt Minh. Hộ pháp Phạm Công Tắc về nước, thành lập Quân đội Cao Đài. Ông được phong cấp bậc Đại úy và được giữ chức Chỉ huy trưởng một đơn vị quân đội Cao Đài (quân số ngang cấp Trung đoàn) đặt bản doanh tại Sa Đéc. Đầu năm 1948, ông được thăng cấp Thiếu tá tại nhiệm.
Ngày 7 tháng 6 năm 1951, Đại tá Trình Minh Thế, bấy giờ đang giữ chức Tham mưu trưởng Quân đội Cao Đài, tuyên bố ly khai lực lượng quân đội dưới quyền tướng Nguyễn Văn Thành, đưa các lực lượng dưới quyền vào rừng Bưng Rồ (Tây Ninh), lập chiến khu Bù Lu, với danh nghĩa Mặt trận Liên minh Quốc gia Kháng chiến, gọi là Liên minh. Ông cũng đưa quân theo về và được thăng cấp Trung tá, giữ chức Phó Tổng chỉ huy Lực lượng Liên minh.

### Quân đội Quốc gia Việt Nam
Năm 1954, cựu Thượng thư Ngô Đình Diệm về nước và được Quốc trưởng Bảo Đại chỉ định làm Thủ tướng. Nhằm xây dựng một Chính quyền vững chắc ở miền Nam, khả dĩ đối trọng với chính quyền Việt Nam Dân chủ Cộng hòa ở miền Bắc, với sự hỗ trợ của người Mỹ, Thủ tướng Diệm một mặt quy tụ lực lượng chống Cộng, mặt khác trấn áp các thế lực đối lập. Thông qua trùm tình báo Edward Lansdale, Lực lượng Liên minh đồng ý hợp tác với chính phủ Ngô Đình Diệm. Ngày 13 tháng 2 năm 1955, Lực lượng Liên minh làm lễ chính thức sáp nhập vào Quân đội Quốc gia, Tư lệnh Trình Minh Thế được thăng cấp Thiếu tướng, ông được thăng cấp Đại tá. Ngay sau buổi lễ, ông trở về Đồng Tháp để tổ chức lại các đơn vị dưới quyền.
Ngay sau khi sáp nhập, Thủ tướng Diệm đã điều động các đơn vị Liên minh phối hợp với quân Chính phủ tấn công các lực lượng vũ trang đối lập. Ngày 3 tháng 5 năm 1955, khi đang ngồi trên xe Jeep chỉ huy tiến quân qua cầu Tân Thuận, tướng Trình Minh Thế bị trúng đạn tử trận. Thủ tướng Diệm lập tức truy thăng tướng Thế lên Trung tướng, ông được thăng cấp Thiếu tướng và được cử giữ chức Tổng chỉ huy Lực lượng Liên minh thay tướng Trình Minh Thế.

### Quân đội Việt Nam Cộng hòa
Sau khi Quân đội Việt Nam Cộng hòa được đổi tên từ Quân đội Quốc gia, ông vẫn được Chính phủ trọng dụng. Ngày 15 tháng 4 năm 1956, ông được cử làm Chỉ huy trưởng Chiến dịch Bình định Miền Đông (đặt bản doanh tại Tây ninh), nhằm dứt điểm xu hướng ly khai của các chức sắc cao cấp Cao Đài Tây Ninh. Ngày 19 tháng 4, ông chỉ huy Lực lượng quân Chính phủ tiến vào Tòa Thánh Tây Ninh. Trước đó, ngày 16 tháng 4, Hộ pháp Phạm Công Tắc đã cùng một số chức sắc thân tín như Lê Văn Tất, Hồ Tấn Khoa... đào thoát sang tị nạn chính trị ở Campuchia. Mặc dù vậy, trong bản tuyên ngôn gửi các tín đồ Cao Đài, ông vẫn được Hộ pháp Phạm Công Tắc gửi gắm "phải tiếp tục thi hành phận sự mà Bần Đạo đã giao phó".
Đầu năm 1960, ông được cử giữ chức Giám đốc sở Khảo cứu phản Du kích chiến (Phòng Nghiên cứu Du kích chiến). Đến trung tuần tháng 2 năm 1961, ông được cử làm Đại biểu Chính phủ đơn vị miền đông Nam phần. Ngày 23 tháng 3 năm 1962, Chính quyền Tổng thống Ngô Đình Diệm phát động chính sách Ấp chiến lược. Chương trình được thực hiện thí điểm tại 5 ấp ở Bến Cát (Bình Dương) với tên gọi Chiến dịch Bình Minh (Sunrise), với người phụ trách là Trung tá Albert Phạm Ngọc Thảo. Ông được cử làm Chỉ huy trưởng của chương trình.
Trong cuộc đảo chính năm 1963, ông không tham dự vào âm mưu đảo chính và cũng không giữ một vai trò nào. Thời gian này ông thuộc về quân số thặng dư và không được giữ một chức vụ nào trong quân đội.
Do sự can thiệp của các lãnh tụ Phật giáo, đứng đầu bởi Thượng tọa Thích Tâm Châu, ngày 6 tháng 6 năm 1966, ông cùng 9 chính khách dân sự khác được tham gia các cuộc họp của Ủy ban Lãnh đạo Quốc gia. Sau đó ông phục vụ tại Bộ Tổng Tham mưu.
Thượng tuần tháng 6 năm 1973, ông được cử giữ chức Tổng cục phó Tổng cục Chiến tranh Chính trị và ở chức vụ này cho đến ngày 30 tháng 4 năm 1975.

## 1975
Sau ngày 30 tháng 4, ông trở về nhà và đến ngày 3 tháng 5 ông ra trình diện Chính quyền mới. Sau đó, chính quyền đưa ông đi học tập và cải tạo từ Nam ra Bắc cho đến ngày 12 tháng 2 năm 1988 mới được trả tự do.
Ông được xuất cảnh theo Chương trình "Ra đi có trật tự" diện H.O do Chính phủ Hoa Kỳ bảo lãnh. Sau đó ông cùng gia đình định cư tại Thành phố Houston, Tiểu bang Texas, Hoa Kỳ.